# Turó de Can Cerdà
El Turó de Can Cerdà o Turó d'en Cerdà o Turó de l’Ermità és una muntanya de 295 metres que es troba al municipi de Cerdanyola del Vallès, a la comarca del Vallès Occidental.
L'any 1974, les aparicions de la Mare de Déu de Lorda a Can Cerdà van constituir un fenomen religiós molt mediàtic.